# نیکولای چیپف
نیکولای چیپف (بلغاری: Николай Чипев؛ زادهٔ ۲۰ فوریهٔ ۱۹۸۹) بازیکن فوتبال اهل بلغارستان است.
از باشگاه‌هایی که در آن بازی کرده است می‌توان به باشگاه فوتبال دینامو سمرقند، باشگاه فوتبال بخارا، و باشگاه فوتبال زسکا صوفیه اشاره کرد.